# 정명고등학교
정명고등학교(正明高等學校)는 대한민국 경기도 부천시 소사구 심곡본동에 있는 사립 고등학교이다.

## 학교 연혁
- 1978년 4월 29일 : 학교법인 계림학원 설립인가
- 1984년 6월 4일 : 김용창 이사장 취임(설립자)
- 1984년 12월 29일 : 인문계 남녀 8학급(계 24학급) 인가
- 1985년 9월 1일 : 초대 최간열 교장 취임
- 1986년 2월 22일 : 산업체 특별학급 인가(여자 15학급)
- 1988년 2월 12일 : 제1회 졸업식(남자 295명, 여자 147명 계 422명 졸업)
- 2002년 3월 2일 : 학칙변경으로 45학급 인가
- 2002년 6월 17일 : 정명 도서관 완공
- 2023년 3월 2일 : 제9대 김영희 교장 취임
- 2024년 1월 10일 : 제37회 졸업식(215명, 총 졸업생 18,635명)
- 2024년 3월 4일 : 제40회 입학식(10학급 250명)

## 참고 자료
- 정명고등학교 - 한국교육학술정보원 학교알리미